# هكتور رويز
هكتور رويز (بالإنجليزية: Hector Ruiz)‏ (بالإسبانية: Héctor Ruiz)‏ هو شخصية أعمال ومهندس أمريكي ومكسيكي، ولد في 25 ديسمبر 1945 في بيدراس نيغراس في المكسيك.

## وصلات خارجية
- هكتور رويز على موقع مونزينجر (الألمانية)
- هكتور رويز على موقع إن إن دي بي (الإنجليزية)